# NGC 4982
NGC 4982 ist ein aus vier Sternen bestehendes Asterismus im Sternbild der Jungfrau. Sie wurde im Jahr 1878 von Ernst Wilhelm Leberecht Tempel bei einer Beobachtung irrtümlich für eine Galaxie gehalten und erlangte so einen Eintrag in den Katalog.